# NGC 357
NGC 357 je galaksija u zviježđu Kit.

## Vanjske poveznice
- SEDS: NGC 357